# Glandularia occulta
Glandularia occulta là một loài thực vật có hoa trong họ Cỏ roi ngựa. Loài này được (Moldenke) P.Jørg. mô tả khoa học đầu tiên năm 2005.